# Isla Kiji
Isla Kiji es una isla pequeña en alta mar frente a las costas de parque nacional Banco de Arguin, en el país africano de Mauritania.
La isla está situada al oeste de la isla principal de Tidra, en alta mar. Posee 8 kilómetros de largo por 3 de ancho, se encuentra deshabitada.